# James and Mary Forsyth House

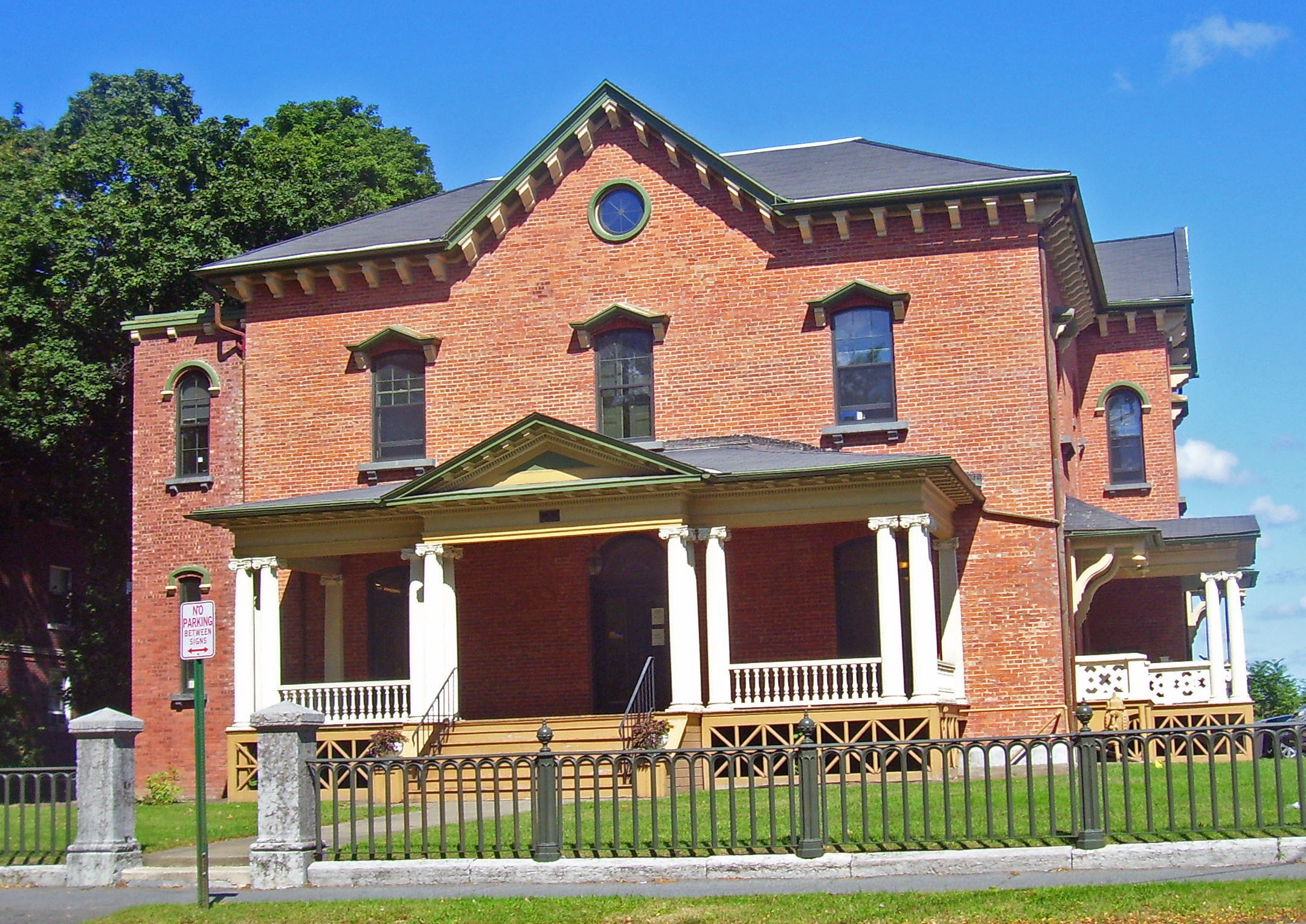
Ansicht von Süden (2008)

Das James and Mary Forsyth House ist ein Wohngebäude an der Albany Avenue in der Nähe der Oberstadt von Kingston, New York in den Vereinigten Staaten. Das im Stil einer italienischen Villa Stil erbaute Haus wurde von Richard Upjohn in der Mitte des 19. Jahrhunderts entworfen. Nach seiner Fertigstellung wurde es in der Umgebung für sein verschwenderisches Aussehen gerühmt. Es wurde seit seiner Errichtung im Stil des Colonial Revival leicht verändert.
Neben der Old Dutch Church von Minard Lafever ist dieses Haus das einzige noch bestehende Gebäude Kingstons aus der Zeit vor dem Sezessionskrieg und das einzige Haus aus jener Zeit, das von einem landesweit bekannten Architekten entworfen wurde. Im 20. Jahrhundert wurde es von einer Freimaurerloge genutzt. Seit 1986 beherbergt es die Büros einer ortsansässigen Baufirma, die einige der übrigen historischen Gebäude in Kingston restauriert hat. Im Jahr 2003 wurde es in das National Register of Historic Places eingetragen.

## Gebäude
Das Haus steht im vorderen Bereich eines 1,3 Hektar großen Grundstückes im Norden der Albany Avenue, gegenüber von dem dreieckigen Academy Green Park, der durch Albany Avenue, Clinton Avenue und Maiden Lane gebildet wird. Auf der westlichen Seite des Hauses befindet sich ein vierstöckiges ebenfalls im Colonial-Revival-Stil erbautes Apartmentgebäude, das in den 1920er Jahren als Governor Clinton Hotel erbaut wurde. Östlich befinden sich andere gewerbliche Grundstücke, die schließen am östlichen Ende von Interstate 587 und New York State Route 28 an der Kreuzung von Albany Avenue und Broadway ihren Abschluss finden. Nördlich des Hauses, also auf der Rückseite, befindet sich ein Parkplatz und ein kleiner Teich.
Das Gebäude selbst ist ein zweieinhalbstöckiges Bauwerk mit drei Jochen mit tragenden Wänden aus Backsteinen, dessen erhöhter Sockel aus bearbeiteten Kalksteinblöcken gemauert ist. Das Satteldach hat im Zentrum einen Kreuzgiebel und ist mit Tafeln aus Dachpappe gedeckt. Die Kragsteine des modellierten Gesimses tragen die Dachtraufe.

### Exterieur
An der Südseite zur Straße hin werden alle drei Öffnungen von einer aus Holz gefertigten Veranda überdacht. Das Aussehen dieser Veranda orientiert sich an der des Hauses; sie verfügt über einen modellierten, zentralen Giebel mit Satteldach, der von ionischen Säulen getragen wird, dazwischen befinden sich gedrechselte Pfosten. Die Fenster dahinter sind als französische Fenstertüren ausgeführt. Die Fenster im zweiten Stock sind in segmentierte Backsteinbögen gefasst, die Hauben sind aus Holz und die Fensterbänke aus Stein. Darüber befindet sich im Mittelgiebel ein einzelnes Rundfenster.
Die Fenster auf der Ostseite des Hauses sind an dem heraustretenden Giebelabschnitt ähnlich gestaltet wie die Fenster der Vorderseite. Fenster, wie an der Vorderseite, auch die Veranda ist in diesem Bereich ähnlich. Die beiden äußeren Joche haben Veranden unter den französischen Fenstertüren, die mit durchbrochenen Holzarbeiten versehen sind und von weit auskragenden Holzträger gestützt werden. Im Gegensatz dazu ist die Veranda in der Mitte ausgeführt wie die an der Vorderseite des Hauses. Das Fenster im Mittelteil des zweiten Stockes hat einen Rundbogen und ist leicht zurückversetzt, was ihm ein palladianisches Aussehen verleiht. Die Westseite ist entsprechend gestaltet, an der südwestlichen Ecke ist ein Erker vorhanden. Die Fenster an der Nordseite sind ebenfalls in dieser Weise angeordnet, hiuer gibt es jedoch einen in Holzständerbauweise gebauten Anbau. Einer Feuertreppe läuft seitlich hinauf. An diesem Anbau gibt es keine Fenstertüren.

### Interieur
Der Haupteingang besteht aus einer modernen Tür, die vor den ursprünglichen lackierten Türen mit einem gerundeten Kämpferfenster sitzt. Sie öffnen sich in ein kleines Vestibül, das wiederum durch ein weiteres Türpaar mit Buntglasfenstern, die möglicherweise Szenen aus der Familiengeschichte der Forsyths abbilden und im Stil der Romanik ausgeführt sind, in die L-förmige Haupthalle führt, deren Boden aus Linoleum besteht. Die Kellertreppe liegt direkt gegenüber, die Haupttreppe in das Obergeschoss liegt rechts des Eingangs. Die Bibliothek und ein Salon befinden sich östlich beziehungsweise westlich davon. In Richtung Norden befinden sich Esszimmer und Wohnzimmer. Ein Schlafzimmer und ein Ankleidezimmer befinden sich in dem rückwärtigen Anbau.
Sowohl im vorderen Salon als auch in der Bibliothek sind der ursprüngliche Fußboden aus Parkett, die modellierten Sockelleisten und die Deckengesimse aus Stuck erhalten. Die Tür zur Bibliothek ist eine Holztür, deren silbernen Beschläge original sind; ebenso sind die Klammläden ins Freie unverändert. Eine Serie hölzerner Schränke haben ein Gesims mit einem umlaufenden geätzten Fries. Der offene Kamin im Salon hat eine Kamineinfassung aus Marmor im italienisch-anmutenden Stil. Eine weite Öffnung, die von Korinthischen Säulen eingerahmt wird, führt in das an der Nordseite liegenden Esszimmer.
Der Fußboden und die Wände im Esszimmer sind ähnlich gestaltet, auch der Kamin ist im gleichen Stil und ebenfalls in Marmor gefasst. Ein von hölzernen Trägern getragener Deckenfries läuft in einer Höhe von knapp zwei Metern über alle Wände des Raumes. Der drawing room ist das größte Zimmer im Erdgeschoss und hat eine Deckenhöhe von 4,5 m. Die meisten der dekorativen Elemente dieses Raumes ähneln denen der anderen Zimmer.
In der Nähe der Treppe zum zweiten Stock ist befindet sich eine Sitzbank aus Holz. Die Treppenstufen besteht aus offenen Stufen, die mit Teppich belegt sind. Sie ist mit einem gedrechselten Treppenpfosten und entsprechenden Balustern dekoriert. Der Treppenabsatz erhält Tageslicht durch ein Rundbogenfenster nach Osten, dessen Buntglasscheibe aus dem 19. Jahrhundert stammt.
Der westliche Teil des zweiten Stocks ist ein offener Raum, der von sichtbaren I-Trägern getragen wird, die von der Attika herunterreichen. Der Boden ist mit Teppichen belegt. Das ursprüngliche Hauptschlafzimmer liegt in der nordöstlichen Ecke. Hier ist das Kaminumfeld aus Marmor ursprünglich. Der Boden ist hier derzeit mit einem Teppich belegt, schallschluckende Tafeln wurden an der Decke angebracht. Die Wände, Sockelleisten und das Deckengesims aus Stuck sind ursprünglich, ebenso die Türen mit den silbernen Beschlägen.
Die Attika wurde umfangreich modifiziert, trotzdem ist die frühere Nutzung als Unterkünfte für die Bediensteten noch erkennbar. Der nordöstliche Raum verfügt noch über die originale Türe und die gebördelten Tafelabschlüsse. Der Grundriss des Kellers ist unverändert. Er dient als Lagerraum und zur Erfüllung verschiedener Versorgungsaufgaben. Ein originaler gusseiserner Küchenofen ist noch vorhanden. Der Essraum der Bediensteten hat seine ursprünglichen Türen, und der offene Kamin ist hier im neoklassizistischen Stil gehalten.

## Ästhetik

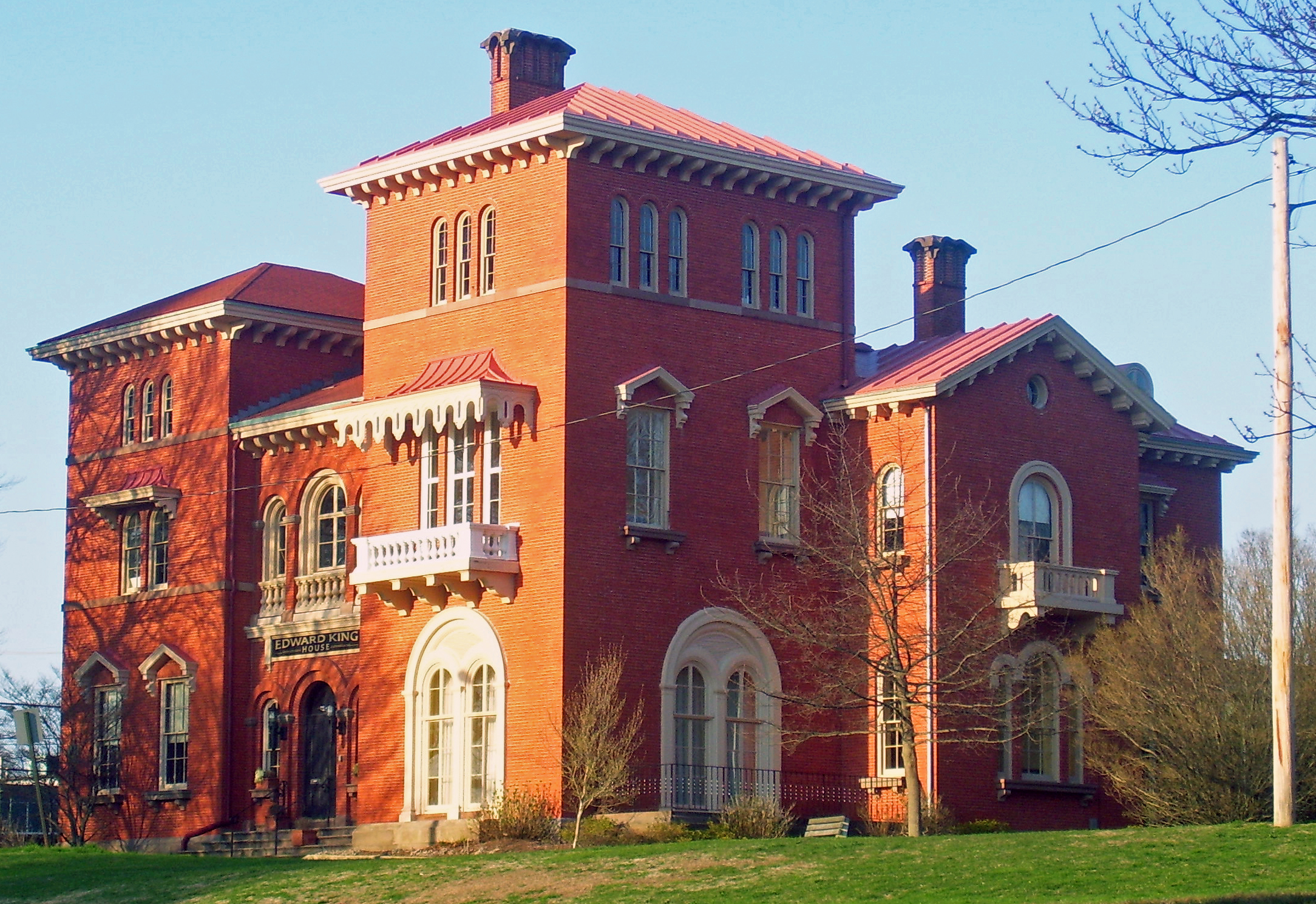
Edward King House

Einige Jahre, bevor Upjohn den Auftrag Forsyths erhielt, hatte er seine erste Villa im italienischen Stil konzipiert. Das Edward King House in Newport, Rhode Island ist eines der frühesten Häuser, das auf diese Weise in den Vereinigten Staaten entstand.
Andrew Jackson Downing rühmte es in seinem Buch The Architecture of Country Houses als „'vereinigende Schönheit von Form und Ausdruck mit geräumiger Unterbringung, auf eine Weise, die man nicht oft sieht… Es hat dignity, refinement und Eleganz, bei allen seine wichtigen Merkmalen“.
Beim Haus der Forsyths entschied sich Upjohn, die Variante mit dem zentralen Giebel zu verwenden, statt der Version mit dem Turm, die er in Newport vorgeschlagen hatte. Sein Enkel Everard Upjohn, der in den 1930er Jahren über das Haus schrieb, sah die Ähnlichkeiten zwischen den Häusern den Forsyths und der Kings und urteilte, „[Es] zeigt sich dieselbe Tendenz, die Massen aufzutrennen“, stellte jedoch fest, dass „das Interieur so streng unterteilt war, dass es wenig Möglichkeiten zu einer Öffnung gab.“
Das Forsyth House ist auch dem ebenfalls von Upjohn entworfenem J.J. Johnson House im Brooklyner Stadtviertel Flatbush, das allerdings inzwischen nicht mehr existiert. Auch dieses Wohnhaus war eine Villa mit einem zentralen Giebel, unterteilten Bogenfenstern und einen auf Kragsteinen ruhenden Gesims.

## Geschichte
James Forsyth wurde in Newburgh, New York geboren, zog aber 1840 im Alter von 21 Jahren nach Kingston, wo er ein erfolgreicher Rechtsanwalt und Politiker wurde und eine Frau aus dem Ort heiratete, Mary Bruyn. Im Jahr 1847 besuchte er New Haven (Connecticut), Connecticut, das damals ein Zentrum der zeitgenössischen Architektur war. Seiner Frau schrieb er in einem Brief über die „exquisiten privaten Wohnsitze [die] in jeder Hinsicht denen in Kingston überlegen“ waren.
Das Ehepaar entschied sich, in seiner Heimatstadt ein solches Haus zu erbauen. Nachdem sie mit einem Architekten in New Haven gesprochen hatten, wendeten sie sich an Upjohn, der zu dem Zeitpunkt die Lorbeeren für die Trinity Church in New York City einstrich. Während der Entwurfsphase standen sie in engem Kontakt mit dem Architekten. Viele seiner Zeichnungen haben die Zeit überlebt und sind in der Avery Library der Columbia University archiviert. Diese Zeichnungen zeigen, dass das Haus der Forsyths im Laufe der Planungen nicht mehr wesentlich geändert wurde. Die Dachpappenschindeln ersetzten das ursprünglich geplante Blechdach; diese Änderung ist die einzige wesentliche Änderung des Plans, bevor das Haus gebaut wurde. Es wurden jedoch keine Aufzeichnungen gefunden, wodurch die tatsächliche Ausführung dokumentiert wurde.
Als das Haus 1851 fertig wurde, gaben die Forsyths eine Einweihungsparty mit Champagne und Austern, zu der viele der einflussreichen Bewohner der Stadt eingeladen waren. Nathaniel Booth, ein ortsansässiger Kaufmann, griff die Hoffnung der Forsyths auf und schrieb, dass das Haus „alle anderen in Kingston in den Schatten stellt[e]“. Er wunderte sich über die verschwenderische Ausstattung und bekundete, dass ës „die redlichen Holländer, die Old 'Sopus aufgebaut hatten, ziemlich überraschen würde, wenn sie die Orte ihrer früheren Taten besuchen würden“.
Forsyth hatte nicht viel Gelegenheit, seine kostspielige Wohnung zu genießen. Er hatte durch betrügerische Machenschaften wie Fälscherei und Verkauf illegaler Waren rund 200.000 US-Dollar (inflationsbereinigt 7.238.000US-Dollar) an sich gebracht. Kurz bevor 1853 dieser Betrug entdeckt wurde, verließ er die Vereinigten Staaten. Danach reiste er eine Weile durch Südeuropa, bevor er sich in Hereford an der Grenze zwischen England und Wales niederließ, wo er sich unter dem angenommenen Namen Edward Rashleigh 1855 im Green Dragon Inn buchstäblich zu Tode trank.
Nach seiner Flucht mit dem anschließenden Tod blieben seine Frau und die beiden Kinder in dem Haus, verkaufte es jedoch in den 1870er Jahren an William Fitch, einem Verwandten von Ezra Fitch. Später gelangte es in das Eigentum von John Broadhead, einem Schatzmeister des Countys. Während seiner Amtszeit um das Jahr 1900 wurde die vordere Verande im Stil des Colonial Revival umgestaltet; dabei wurden etwa die Säulen am Eingang des Esszimmers hinzugefügt. Broadhead zog nach Connecticut, nachdem er der Veruntreuung von 80–200.000 beschuldigt wurde. Bei einer öffentlichen Versteigerung 1907 wurde das Haus an Samuel Gray, einen Getreidehändler aus Saugerties verkauft.
Die ortsansässigen Freimaurer kauften das Haus 1939. Der lokale Architekt George Low nahm einige größere Veränderungen vor, unter anderem den Anbau an der südwestlichen Ecke und die Entkernung der westlichen Hälfte des Obergeschosses, um einen Konferenzraum zu schaffen. Außerdem wurde eine Feuerleiter an der Rückseite des Hauses angebracht, um den Bauvorschriften Genüge zu tun.
Nachdem die Freimaurer das Haus verließen, stand es gegen Ende des 20. Jahrhunderts einige Jahre leer, bevor es Ende 2002 von Carey Construction, einer ortsansässigen Baufirma, erworben wurde. Die Firma hatte einige der historischen Bauten in der Stadt restauriert, darunter das Persen House und die City Hall.